# شورقویی
شورقویی یک روستا در ایران است که در دهستان قشلاق جنوبی واقع شده‌است. شورقویی ۱۰۵ نفر جمعیت دارد.